# Aspidoscelis velox
Aspidoscelis velox (смугастий батогохвіст) — вид ящірок родини теїдових (Teiidae). Ендемік США.

## Поширення і екологія
Смугасті батогохвости мешкають на плато Колорадо на півдні Юти, заході Колорадо, та на півночі Аризони і Нью-Мексико. Вони живуть в ялинових і ялівцевих лісах, гірських чагарниках і дубових лісах, на висоті від 1200 до 2440 м над рівнем моря.